# Snake Pass
Snake Pass (с англ. — «Змеиный путь») — компьютерная игра в жанрах головоломка и платформер, разработанная и изданная Sumo Digital для Windows, Nintendo Switch (далее NS), PlayStation 4 и Xbox One. Игра вышла в марте 2017 года.

## Геймплей
Snake Pass — компьютерная игра в жанрах головоломка и платформер. Протагонистом игры является змея Noodle (с англ. — «Лапша»). Со своим другом колибри Doodle (с англ. — «Олух») он спокойно живёт на пятнадцати островах, связанных порталами. Но однажды некий злой гений разбросал волшебные камни, которые активируют порталы, и змее Noodle надо собрать их все и вернуть на место.
Игра имеет 15 уровней в 4 тематических мирах и построена на игровом движке Unreal Engine 4.

## Разработка и выпуск
Идея игры появилась, когда один из разработчиков Себ Лиз учился программировать на Unreal Engine. Сначала он создал верёвку, но забыл прикрепить её к чему-либо, и то, как она упала, заставило его подумать о змее. С поддержкой своих коллег он развил идею и представил её в Game Jam.
Первоначально графика должна была быть более реалистичной, но во время демонстрации люди пугались змеи, поэтому она стала более мультяшной. Также планировалось, что змея будет расти, когда ест, но эта идея была отброшена, так как она создавала серьёзные проблемы с геймплеем, одним из которых было то, что игра должна была быть практически переработана для короткой змеи.

## Восприятие
| Сводный рейтинг       | Сводный рейтинг                                               |
| Агрегатор             | Оценка                                                        |
| --------------------- | ------------------------------------------------------------- |
| GameRankings          | - 72,5 % (PC) - 76,15 % (NS) - 68,00 % (PS4) - 76,00 % (XONE) |
| Metacritic            | 71/100 (PC) 72/100 (NS) 71/100 (PS4) 74/100 (XOne)            |
| Иноязычные издания    |                                                               |
| Издание               | Оценка                                                        |
| GameSpot              | 7/10                                                          |
| IGN                   | 7,2/10 (PS4, NS, PC, XOne)                                    |
| Русскоязычные издания |                                                               |
| Издание               | Оценка                                                        |
| Riot Pixels           | 70 % (PC)                                                     |

Snake Pass при выходе получила в основном положительные оценки критиков. На Metacritic средняя оценка игры по 100-бальной шкале: 71 балл на основе 8 рецензий для версии на PC, 72 балла на основе 22 рецензий для версии на NS, 71 балл на основе 31 рецензий на PS4 и 74 балла на основе 18 рецензий на XOne. На GameRankings средняя оценка игры на PC 72,5 % на основе 4 рецензий, на Nintendo Switch 76,15 % на основе 13 рецензий, на PS4 68,00 % на основе 15 рецензий и на Xbox One 76,00 % на основе 11 рецензий.
Хосе Отеро из IGN поставил игре 7,2 баллов из 10, похвалив красочную графику, интуитивно понятную систему управления, но ругал неудобную, «шаткую» камеру. Обзор был сделан на все версии игры и Отеро отметил в конце, что версии на PC и на PS4 являются «наиболее перспективными». Версия на NS, по его словам «имеет немного меньше теней и световых эффектов». Ярослав Гафнер из Riot Pixels поставил игре 70% и сказал, что «Snake Pass привлекает безобидным геймплеем, симпатичной графикой и достоверной физикой», однако он критиковал неудобную камеру и никак не прогрессирующий геймплей.
Летом 2018 года, благодаря уязвимости в защите Steam Web API, стало известно, что точное количество пользователей сервиса Steam, которые играли в игру хотя бы один раз, составляет 92 489 человек.